# Emil Muntean
Emil Muntean (n. 31 iulie 1933, Măgura, Hunedoara – d. 28 octombrie 2009, Cluj-Napoca) a fost un matematician și informatician român.

## Studii
Licența în matematici în 1957 la Universitatea Victor Babeș din Cluj. Doctor al Universității din Leningrad (Sankt Petersburg) în 1964.

## Activitate profesională
A lucrat la Institutul de Calcul Tiberiu Popoviciu al Academiei Române din Cluj Napoca între anii 1964–1968. În perioada 1968–1990 a fost șeful filialei Cluj Napoca a Institutului pentru Tehnică de Calcul (ITC). Din 1990 până în anul 2003 a fost profesor universitar la Universitatea Babeș-Bolyai din Cluj-Napoca.
Este fondator al publicațiilor „Microinformatica” și „Promedia”.

## Contribuții
A avut contribuții importante la dezvoltarea tehnicii de calcul în Romania, fiind unul dintre pionierii domeniului conducând echipa care a creat software-ul pentru calculatorul DACICC-200 - primul calculator românesc cu sistem de operare ṣi compilator (FORTRAN).

## Distincții
A fost decorat de către Președintele României cu Ordinul Național Serviciul Credincios  în grad de Cavaler în anul 2003.